# Hans-Albrecht Lehmann
Hans-Albrecht Lehmann (* 6. Februar 1894 in Metz; † 27. November 1976 in Garmisch-Partenkirchen) war ein deutscher Generalmajor im Zweiten Weltkrieg.

## Leben
Lehmann trat am 28. August 1911 als Fahnenjunker in das Telegraphen-Bataillon Nr. 2 ein und wurde dort am 27. Januar 1913 zum Leutnant befördert. Mit Ausbruch des Ersten Weltkriegs fungierte er als Zugführer im Telegraphen-Bataillon des VI. Reserve-Korps. Nach Kriegsende schied er als Oberleutnant (seit 18. April 1918) aus der Armee aus und trat am 1. Februar 1920 in die Polizei ein. Hier war er bis zu seinem Übertritt in das Heer am 15. Oktober 1935 in Berlin tätig.
Man setzte ihn zunächst als Kommandeur des Nachrichten-Bataillons 1 ein und beförderte ihn am 1. Januar 1937 zum Oberstleutnant. Als solcher erfolgte am 1. April 1938 die Ernennung zum Kommandeur der Nachrichtentruppen I in Königsberg ernannt.
Vor dem Beginn des Zweiten Weltkriegs gab er am 26. August 1939 das Kommando wieder ab und fungierte dann bis 1. Mai 1943 als Nachrichtenführer der 16. Armee. In dieser Funktion war Lehmann am 1. Januar 1940 Oberst geworden. Kurzzeitig war er anschließend bis 1. September Nachrichtenführer der Armeegruppe E und wurde zeitgleich mit seiner Beförderung zum Generalmajor dann Höherer Nachrichtenführer der Armeegruppe F. In dieser Funktion geriet er mit der bedingungslosen Kapitulation der Wehrmacht in US-amerikanische Kriegsgefangenschaft, aus der er im Juni 1947 entlassen wurde.

## Auszeichnungen
- Eisernes Kreuz (1914) II. und I. Klasse
- Spange zum Eisernen Kreuz II. und I. Klasse
- Deutsches Kreuz in Silber am 24. März 1943[1]